# Busento
Il Busento è un fiume calabrese che nasce dal versante ovest del Monte Serratore (m 1233 s.l.m.), tra i comuni di Malito (nel quale ricade la cima del monte) e Domanico. Giunto a valle, percorre la città di Cosenza dove, alla quota di 228 metri s.l.m., sfocia nel fiume Crati. Da non confondere col fiume Basento in Basilicata.

## Letteratura

### La morte di Alarico

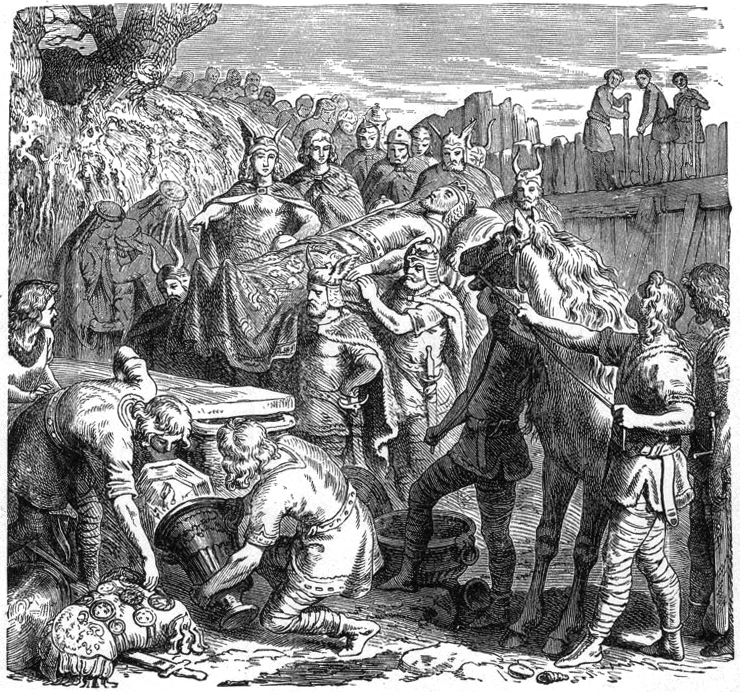
Morte di Alarico I, seppellito nel letto del fiume Busento

Re Alarico I, dopo il sacco di Roma, scese in Italia meridionale; quindi morì, per ignote ragioni, nel 410 d. C. a Cosenza, e qui, secondo l'usanza visigota, fu sepolto insieme all'immenso tesoro sottratto a Roma proprio nel letto del Busento, che per l'occasione fu deviato dal suo corso tramite un complesso lavoro di ingegneria idraulica e sfruttando il lavoro di centinaia di schiavi, i quali, dopo aver ricondotto il fiume nel suo letto naturale, furono trucidati dallo stesso esercito di Alarico per preservare la segretezza del luogo della sepoltura.

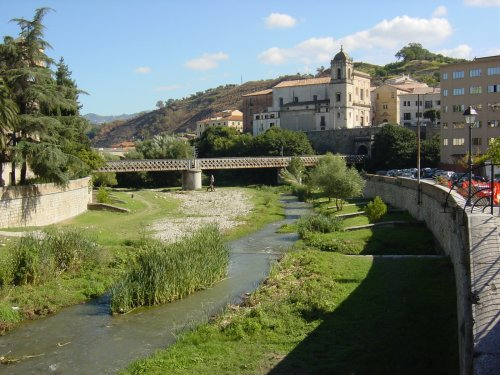
Il Busento a Cosenza

La leggenda di Alarico e della sua sepoltura nel Busento ha ispirato la poesia di August Graf von Platen Das Grab im Busento con una rappresentazione romantica della morte e della sepoltura di Alarico. La poesia è stata tradotta in italiano da Giosuè Carducci con il titolo La tomba del Busento.

## Versione in musica
Esiste una versione in musica della poesia La tomba del Busento inserita nella raccolta di leggende italiane del gruppo musicale folk Murmur Mori.

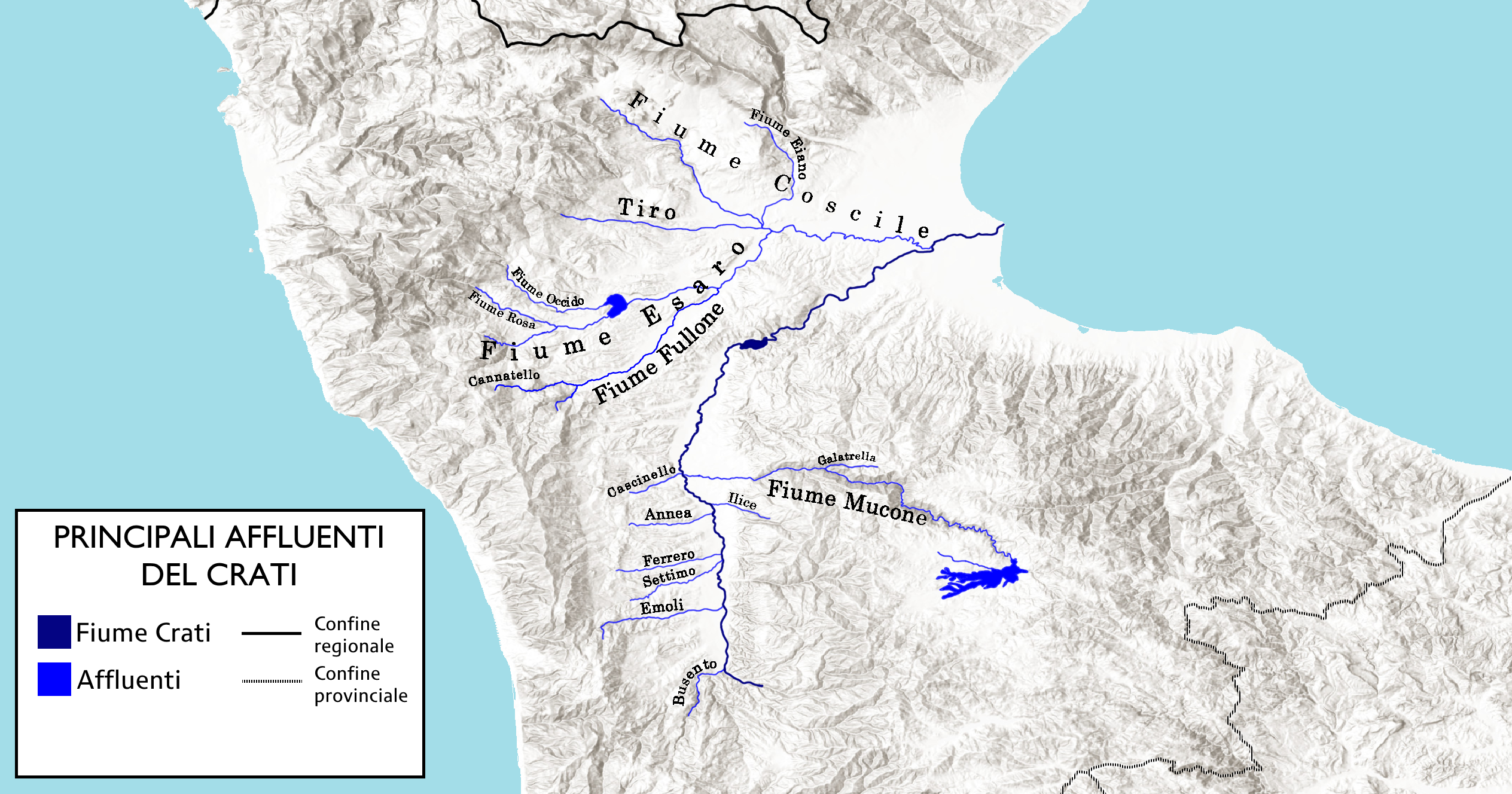
Mappa dei principali affluenti del Fiume Crati